# Loasa floribunda
Loasa floribunda là một loài thực vật có hoa trong họ Loasaceae. Loài này được Hooker & Arn. mô tả khoa học đầu tiên.

## Hình ảnh

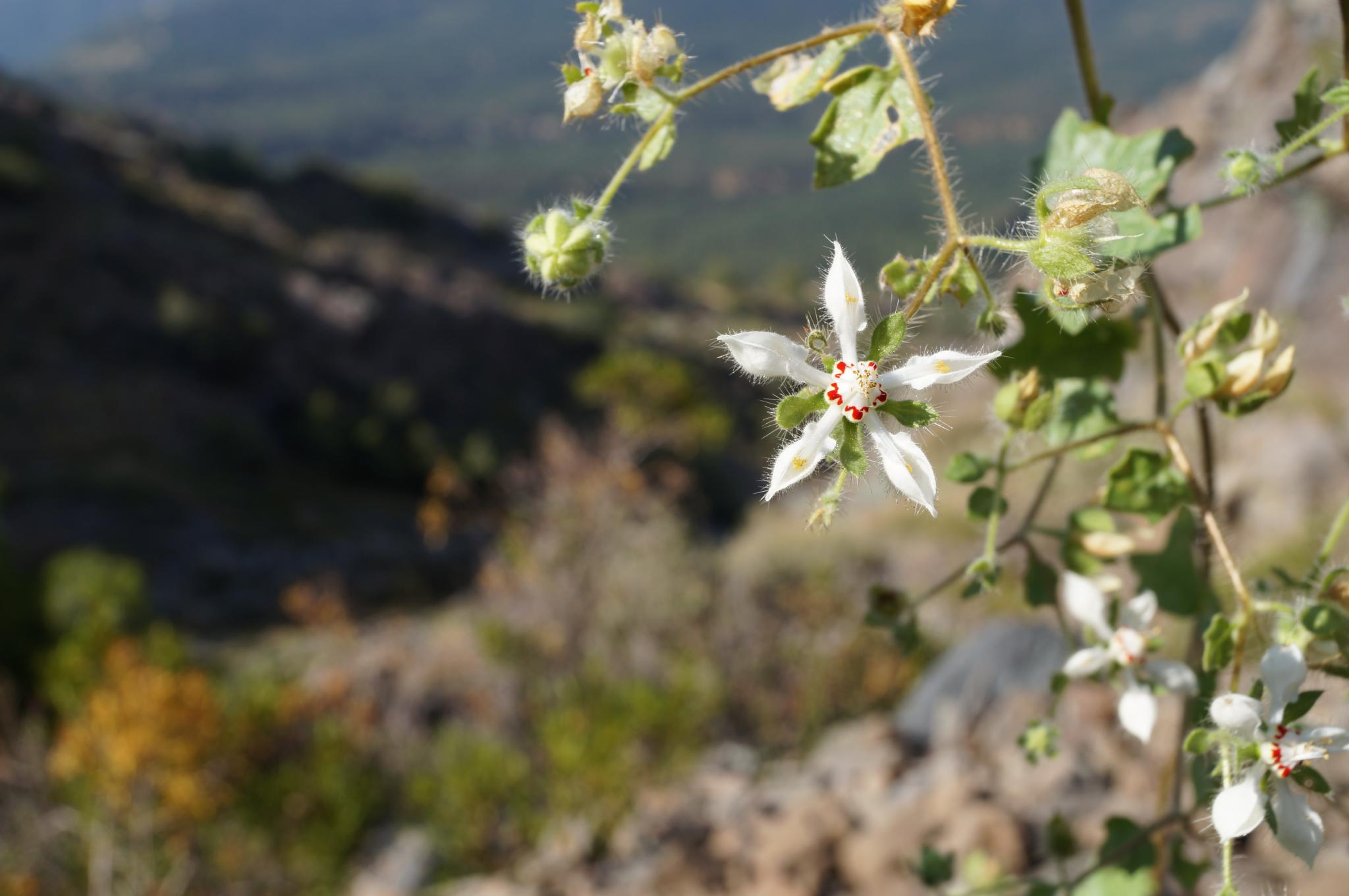